# 가미카와촌 (히로시마현)
가미카와촌(일본어: 上川村)은 일본 히로시마현 고누군에 설치되었던 촌이다. 현재의 미요시시에 해당한다.

## 역사
- 1912년 11월 1일 - 5개 촌이 합병해 가미카와촌이 성립하였다.
- 1955년 3월 31일 - 가미카와촌이 분립해 오아자 누쿠유・아리타・야스다의 일부, 다로마루의 일부가 고누군 고누촌과 합병, 정으로 승격해 고누정이 신설, 오아자 지와, 야스다의 일부, 다로마루의 일부는 후타미군 기사정에 편입해 폐지되었다.

## 참고문헌
- 角川日本地名大辞典 34 広島県
- 『市町村名変遷辞典』東京堂出版、1990年